# Gerard Spruyt

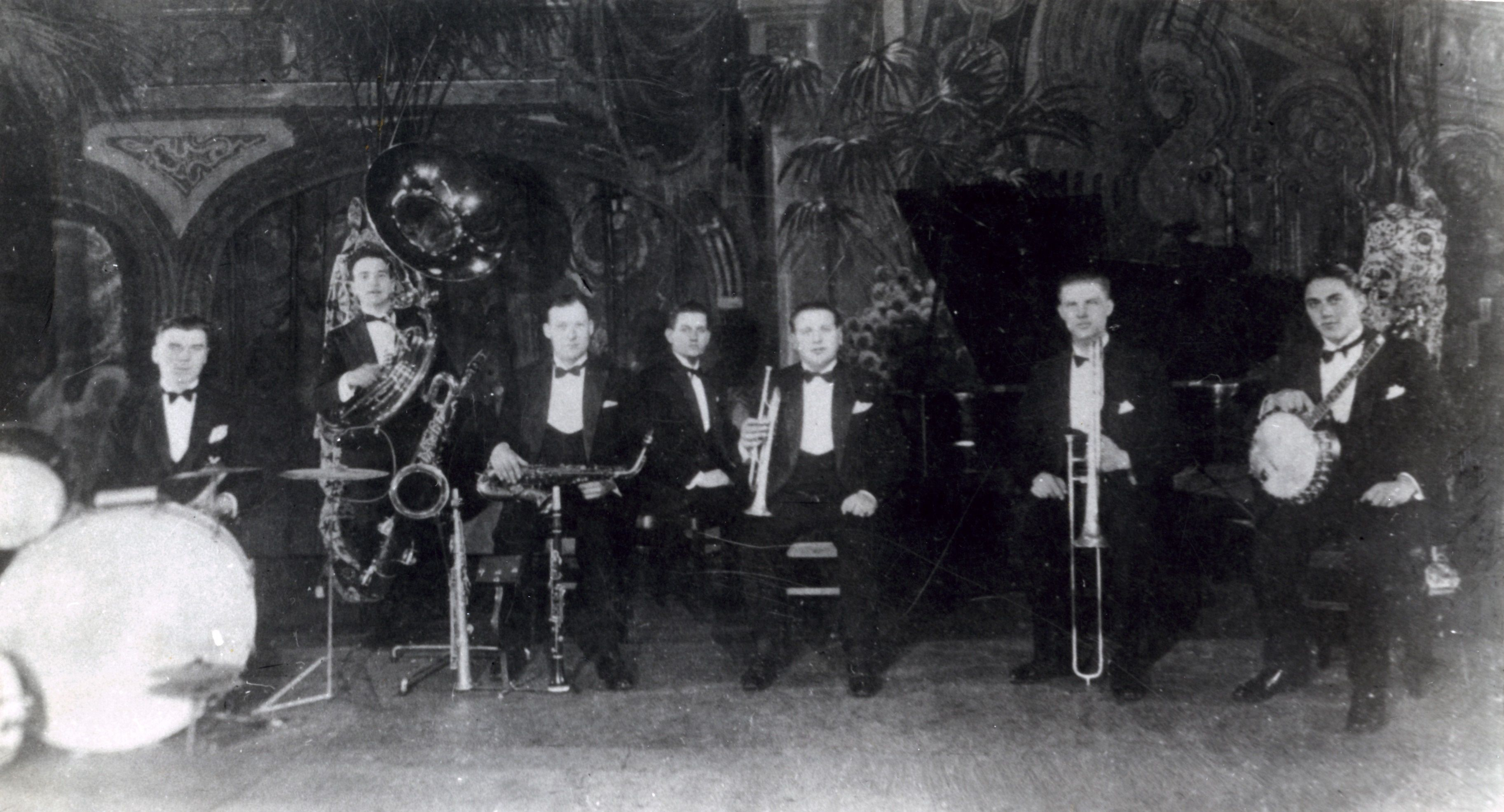
The Ramblers (1926), met als tweede van rechts Gerard Spruyt (trombone voor zich)

Geerlof (Gerard) Spruyt (Den Haag, 6 februari 1900 – Nistelrode, 16 april 1989) was een Nederlands trombonist en tubaïst.
Hij was zoon van Maria Ton en wachtmeester Baltus Spruijt. Hijzelf was getrouwd met Suzanna Hendrikx.
Spruyt was opgeleid in ensembles en orkestjes; van een echte beroepsopleiding is vooralsnog niets bekend. Spruijt was een van de eerste musici die in het amusementsorkest The Ramblers speelde. Hij speelde er vanaf het oprichtingsjaar 1926 trombone. In 1933 maakte hij de overstap naar het Concertgebouworkest alwaar hij tussen 1933 en 1944 tuba speelde onder Willen Mengelberg. Spruyts opvolger in The Ramblers zou wereldberoemd in Nederland worden: Marcel Thielemans. In 1947 verhuisde Spruyt naar Den Haag en speelde vermoedelijk als freelance-musicus in diverse orkesten. In de jaren vijftig sloot hij zich aan bij het Brabants Orkest, waarvoor hij ook wel arrangeerde, een Intrada en een cantate (1959) componeerde. Hij gaf toen ook les aan het Brabants Conservatorium. In 1963 was hij koperblazer af; hij werd beheerder van de orkestbibliotheek. In 1965 ging hij als eerste orkestlid van genoemd orkest met pensioen.